# Captain & Tennille

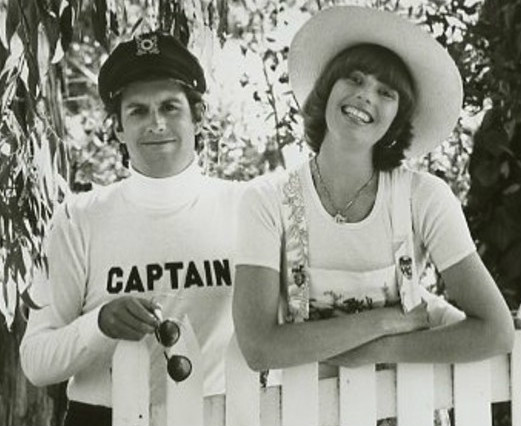
Captain & Tennille (1976)

Captain & Tennille waren ein populäres US-amerikanisches Musikduo, das seine größten Erfolge in den 1970er Jahren mit Hits wie Love Will Keep Us Together, The Way I Want to Touch You (1975), Lonely Nights (Angel Face), Shop Around, Muskrat Love (1976) und Do That to Me One More Time (1979/80) feierte. Es bestand aus der Sängerin und Pianistin Toni Tennille (* 1940) und ihrem damaligen Ehemann und Arrangeur der Gruppe, Daryl Dragon (1942–2019).

## Anfänge bei den Beach Boys
Daryl Dragon begann seine musikalische Karriere bei der US-amerikanischen Pop-Band The Beach Boys. Sänger Mike Love verpasste Daryl Dragon aufgrund seiner Fähigkeiten bald den Spitznamen „Captain Keyboard“; seither nannte sich Dragon „The Captain“. Vor allem Beach-Boys-Schlagzeuger Dennis Wilson erkannte bald das Talent von Daryl Dragon und begann mit ihm zu arbeiten. Dennis Wilson und Daryl Dragon veröffentlichten 1969 unter dem Bandnamen „Rumbo“ die Single „Sound of Free/Lady“, welche sich allerdings nur mäßig verkaufte. Dennis und Daryl wollten dennoch ein gesamtes Album einspielen. Sie arbeiteten während der Tourneepausen zwischen 1970 und 1972 an ihren Songs, die sie auf dem Album „Poops/Hubba Hubba“ veröffentlichten wollten. Das Projekt wurde allerdings nie realisiert; zwei Lieder aus diesen Aufnahmesessions wurden jedoch in Beach-Boys-Alben übernommen.

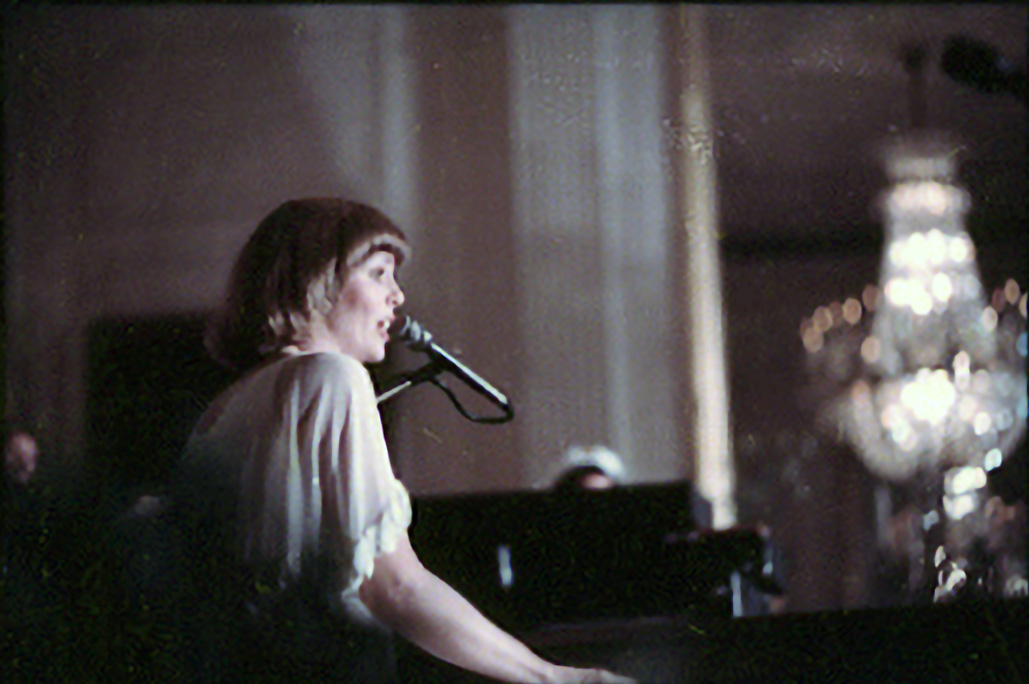
Toni Tennille im Weißen Haus, 1976

Anfang der 1970er Jahre stieß auch Toni Tennille – die bis dahin als Background-Sängerin aktiv war – als Keyboarderin zur Beach-Boys-Bühnenband hinzu, und beide Musiker gingen mit den Beach Boys auf Tournee. Sie bemerkten bald, dass sie sich sowohl musikalisch als auch menschlich sehr gut verstanden.

## Weitere Karriere
Die Karriere begann zunächst schleppend. Sie traten zunächst als „The Dragons“ in Los Angeles auf. Ihre erste Single „The Way I Want to Touch“ nahmen sie auf eigene Kosten auf und vertrieben sie über eine eigens selbstgegründete Plattenfirma. Dazu versendeten sie Pressungen der Single an bereits renommierte Plattenfirmen, da sie sich einen Plattenvertrag erhofften.
Dieser Schritt sollte sich für das Duo, das in Kalifornien bereits einen beachtlichen Bekanntheitsgrad erreicht hatte, auszahlen. A&M Records nahm das Duo unter Vertrag, das sich fortan „The Captain & Tennille“ nannte.
Ihre erste Single, die sie über A&M Records veröffentlichten, war eine Neuaufnahme des Liedes „Love Will Keep Us Together“ von Neil Sedaka. Sie brachte einen berauschenden Erfolg mit sich. Die Single verkaufte sich über 3 Millionen Mal und wurde Nummer 1 sowie die erfolgreichste Single 1975 und des Weiteren die bestverkaufte Single ihrer Plattenfirma A&M Records.
Ihr Debütalbum „Love Will Keep Us Together“ – das einen von Dennis Wilson und Daryl Dragon geschriebenen Song beinhaltet – stieß bis auf Rang 2 der US-Billboard-Charts vor und untermauerte den Erfolg des Duos eindrucksvoll.
Das Duo landete in den nächsten fünf Jahren weitere Charterfolge und brachten zwei weitere Alben in die Top 20 der Charts. Gerade zu der Zeit, als das Interesse an dem Duo allmählich schwand und sie mit Casablanca Records eine neue Plattenfirma gefunden hatten, landeten sie 1980 ihren zweiten Nr.-1-Hit „Do That to Me One More Time“. Den Erfolg ihrer Debütwerke konnten sie allerdings nie mehr wiederholen. Als Neil Bogart, Vorsitzender ihrer Plattenfirma, 1982 starb und die Plattenfirma sich auflöste, standen sie ohne Plattenvertrag da. CBS bot dem Duo zwar einen Vertrag an, allerdings passten sie nicht in das Firmenkonzept, weshalb ein Vertrag nicht zustande kam.
In der Fernsehserie Vegas hatten sie in der Folge Auge um Auge einen Gastauftritt auf einer Waffenausstellung.
Nach 1982 begann Toni Tennille eine Solo-Karriere. Anfang der 1990er Jahre kehrten Captain & Tennille sporadisch auf die Bühne zurück, Comebackversuche 1995 sowie 2002 scheiterten. 2006 veröffentlichten sie ihr bis dato letztes Studioalbum, dies allerdings ebenfalls relativ erfolglos.
Auch während ihrer Solokarriere arbeiteten Dragon und Tennille weiterhin im Studio mit anderen Künstlern zusammen, Tennille als Sängerin, Dragon als Keyboarder und Arrangeur. Meistens waren sie an Projekten von Beach Boy Bruce Johnston beteiligt sowie an solchen von Art Garfunkel, Elton John und natürlich den Beach Boys selbst.
Das Ehepaar reichte nach 39 Ehejahren im Januar 2014 die Scheidung ein. 2016 erschien die Autobiografie Toni Tennille: A Memoir, die Toni mit ihrer Nichte Caroline Tennille St. Clair geschrieben hatte. In diesem Buch offenbarte die Sängerin neben den Erlebnissen ihrer Karriere auch Details über das Scheitern ihrer Ehe.
Daryl Dragon starb am 2. Januar 2019 an Nierenversagen.

## Diskografie

### Studioalben
| Jahr | Titel                      | Höchstplatzierung, Gesamtwochen, AuszeichnungChartsChartplatzierungen (Jahr, Titel, Platzierungen, Wochen, Auszeichnungen, Anmerkungen) | Anmerkungen                            |
| Jahr | Titel                      | US | Anmerkungen                            |
| ---- | -------------------------- | --- | -------------------------------------- |
| 1975 | Love Will Keep Us Together | US2 Gold · (104 Wo.)US |                                        |
| 1976 | Song Of Joy                | US9 Platin · (61 Wo.)US | Erstveröffentlichung: 27. Februar 1976 |
| 1977 | Come In from the Rain      | US18 Gold · (15 Wo.)US | Erstveröffentlichung: April 1977       |
| 1978 | Dream                      | US131 (30 Wo.)US | Erstveröffentlichung: Mai 1978         |
| 1979 | Make Your Move             | US23 Gold · (24 Wo.)US | Erstveröffentlichung: 1. Oktober 1979  |

Weitere Studioalben
- 1981: Keeping Our Love Warm
- 1982: More Than Dancing (nur in Australien veröffentlicht)
- 1995: Twenty Years Of Romance
- 2002: More Than Dancing… Much More
- 2006: The Secret Of Christmas

### Kompilationen
| Jahr | Titel         | Höchstplatzierung, Gesamtwochen, AuszeichnungChartsChartplatzierungen (Jahr, Titel, Platzierungen, Wochen, Auszeichnungen, Anmerkungen) | Anmerkungen |
| Jahr | Titel         | US | Anmerkungen |
| ---- | ------------- | --- | ----------- |
| 1977 | Greatest Hits | US55 Gold · (12 Wo.)US |             |

Weitere Kompilationen
- 1980: 20 Greatest Hits
- 1981: Scrapbook
- 1993: A&M Gold Series: Captain & Tennille
- 1997: Captain & Tennille
- 1998: A&M Digitally Remastered Best
- 2001: Ultimate Collection
- 2005: 20th Century Masters – The Millennium Collection: The Best of Captain & Tennille
- 2005: Songs of Joy: The Complete Captain & Tennille Collection
- 2005: Saving Up Christmas - Tahoe Snow
- 2013: Icon

### Singles
| Jahr | Titel Album                                            | Höchstplatzierung, Gesamtwochen, AuszeichnungChartplatzierungen (Jahr, Titel, Album, Platzierungen, Wochen, Auszeichnungen, Anmerkungen) | Höchstplatzierung, Gesamtwochen, AuszeichnungChartplatzierungen (Jahr, Titel, Album, Platzierungen, Wochen, Auszeichnungen, Anmerkungen) | Höchstplatzierung, Gesamtwochen, AuszeichnungChartplatzierungen (Jahr, Titel, Album, Platzierungen, Wochen, Auszeichnungen, Anmerkungen) | Höchstplatzierung, Gesamtwochen, AuszeichnungChartplatzierungen (Jahr, Titel, Album, Platzierungen, Wochen, Auszeichnungen, Anmerkungen) | Anmerkungen                                      |
| Jahr | Titel Album                                            | DE | CH | UK | US | Anmerkungen                                      |
| ---- | ------------------------------------------------------ | --- | --- | --- | --- | ------------------------------------------------ |
| 1975 | Love Will Keep Us Together                             | — | — | UK32 (5 Wo.)UK | US1 Gold · (23 Wo.)US |                                                  |
| 1975 | Por Amor Viviremos –                                   | — | — | — | US49 (6 Wo.)US | Spanische Version von Love Will Keep Us Together |
| 1975 | The Way I Want to Touch You Love Will Keep Us Together | — | — | UK28 (6 Wo.)UK | US4 Gold · (17 Wo.)US |                                                  |
| 1976 | Lonely Night (Angel Face) Song Of Joy                  | — | — | — | US3 Gold · (19 Wo.)US |                                                  |
| 1976 | Shop Around Song Of Joy                                | — | — | — | US4 Gold · (16 Wo.)US |                                                  |
| 1976 | Muskrat Love Song Of Joy                               | — | — | — | US4 Gold · (20 Wo.)US |                                                  |
| 1977 | Can’t Stop Dancin’ Come in From the Rain               | — | — | — | US13 (12 Wo.)US |                                                  |
| 1977 | Come in From the Rain                                  | — | — | — | US61 (7 Wo.)US |                                                  |
| 1978 | I’m on My Way Dream                                    | — | — | — | US74 (6 Wo.)US |                                                  |
| 1978 | You Never Done It Like That Dream                      | — | — | UK63 (3 Wo.)UK | US10 (22 Wo.)US |                                                  |
| 1978 | You Need a Woman Tonight Dream                         | — | — | — | US40 (10 Wo.)US |                                                  |
| 1979 | Do That to Me One More Time Make Your Move             | DE33 (10 Wo.)DE | CH5 (8 Wo.)CH | UK7 (10 Wo.)UK | US1 Gold · (27 Wo.)US |                                                  |
| 1979 | Love On A Shoestring Make Your Move                    | — | — | — | US55 (7 Wo.)US |                                                  |
| 1979 | Happy Together (A Fantasy) Make Your Move              | — | — | — | US53 (6 Wo.)US |                                                  |

Weitere Singles
- 1977: Circles
- 1980: This Is Not The First Time
- 1980: Keeping Our Love Warm

### Videoalben
- 2005: The Ultimate Collection
- 2007: The Christmas Show
- 2007: Captain & Tennille in New Orleans
- 2007: Captain & Tennille in Hawaii
- 2007: Songbook

## Auszeichnungen für Musikverkäufe
| Goldene Schallplatte - Kanada - 1977: für das Album Come In from the Rain - 1980: für die Single Do That to Me One More Time - Neuseeland - 1976: für das Album Love Will Keep Us Together - 1976: für das Album Song Of Joy - 1980: für die Single Do That to Me One More Time | Platin-Schallplatte - Kanada - 1976: für das Album Love Will Keep Us Together - 1976: für das Album Song Of Joy |

Anmerkung: Auszeichnungen in Ländern aus den Charttabellen bzw. Chartboxen sind in ebendiesen zu finden.
| Land/RegionAuszeichnungen für Musikverkäufe (Land/Region, Auszeichnungen, Verkäufe, Quellen) | Gold       | Platin     | Verkäufe  | Quellen         |
| -------------------------------------------------------------------------------------------- | ---------- | ---------- | --------- | --------------- |
| Kanada (MC)                                                                                  | 2× Gold2   | 2× Platin2 | 325.000   | musiccanada.com |
| Neuseeland (RMNZ)                                                                            | 3× Gold3   | —          | 30.000    | Einzelnachweise |
| Vereinigte Staaten (RIAA)                                                                    | 10× Gold10 | Platin1    | 9.000.000 | riaa.com        |
| Insgesamt                                                                                    | 15× Gold15 | 3× Platin3 |           |                 |